# Municipio de Bucephalia
El municipio de Bucephalia (en inglés: Bucephalia Township) es un municipio ubicado en el condado de Foster en el estado estadounidense de Dakota del Norte. En el año 2010 tenía una población de 43 habitantes y una densidad poblacional de 0,46 personas por km².

## Geografía
El municipio de Bucephalia se encuentra ubicado en las coordenadas 47°22′37″N 98°49′29″O / 47.37694, -98.82472. Según la Oficina del Censo de los Estados Unidos, el municipio tiene una superficie total de 93.46 km², de la cual 91,76 km² corresponden a tierra firme y (1,83 %) 1,71 km² es agua.

## Demografía
Según el censo de 2010, había 43 personas residiendo en el municipio de Bucephalia. La densidad de población era de 0,46 hab./km². De los 43 habitantes, el municipio de Bucephalia estaba compuesto por el 100 % blancos. Del total de la población el 0 % eran hispanos o latinos de cualquier raza.